# Alain Touraine
Alain Touraine (Hermanville-sur-Mer, Normandía, 3 de agosto de 1925- París, 9 de junio de 2023) fue un sociólogo y escritor francés, reconocido por sus aportes a la sociología de la acción, los movimientos sociales y la conceptualización de la sociedad postindustrial. Su obra, desarrollada a lo largo de más de seis décadas, se centró en analizar las transformaciones sociales, el papel del sujeto en la historia y las dinámicas de los conflictos en las sociedades contemporáneas. Touraine es considerado uno de los sociólogos más influyentes del siglo XX, especialmente en Europa y América Latina.

## Notas biográficas

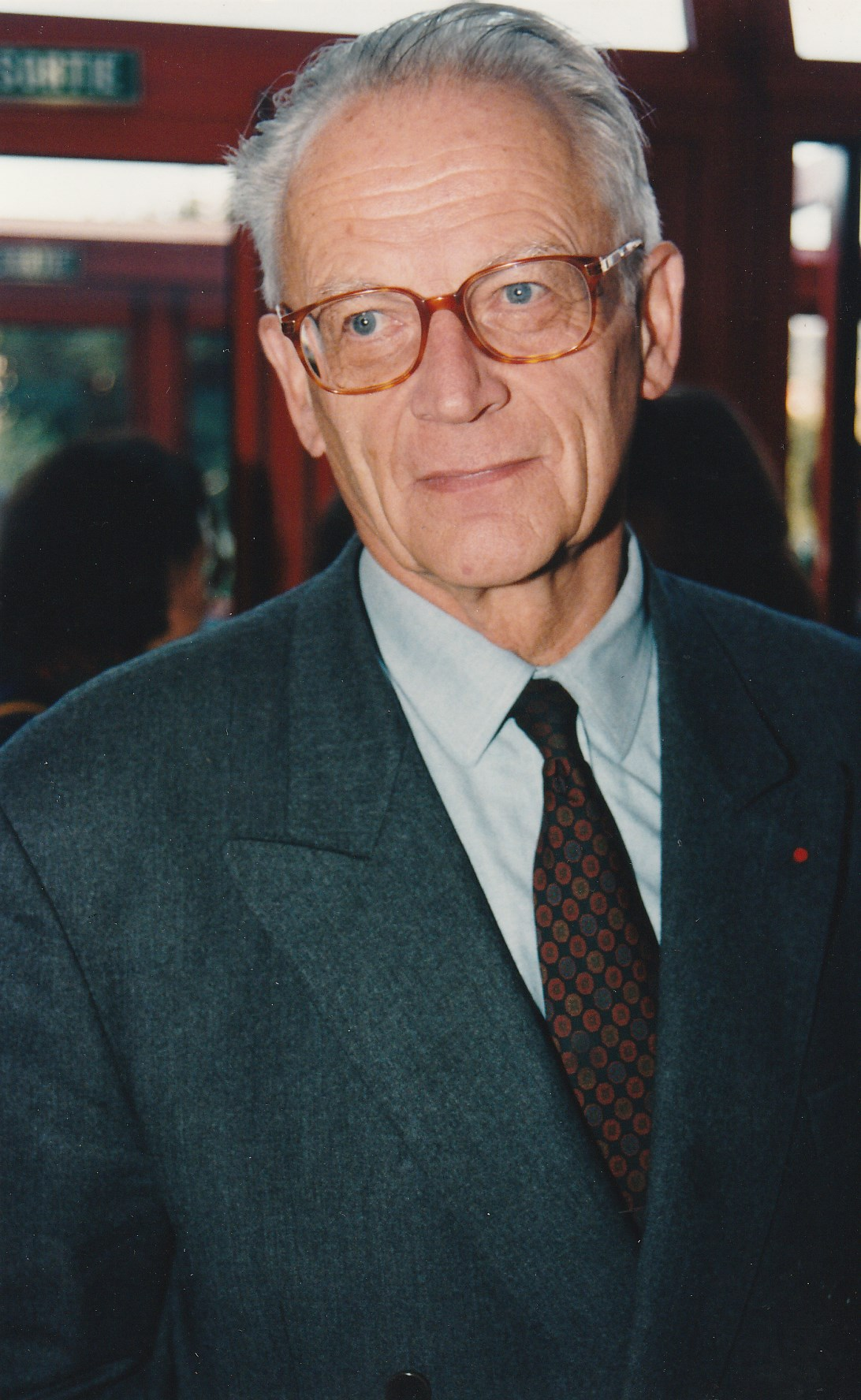
Alain Touraine, presidente del Festival Internacional de Geografía 1997